# Emendation (Taxonomie)
Als Emendation, abgekürzt emend. oder em. für emendavit, bezeichnet man in der biologischen Taxonomie die Korrektur des Umfangs eines Taxons. Wird das Taxon im Umfang verkleinert, muss der Typus weiterhin zum Taxon gehören. Der neue Autor kann dem alten im Autorzitat mit der Ergänzung em. hinzugefügt werden. So stammt bei der Art Alchemilla vulgaris L. em. Fröhner die ursprüngliche Beschreibung von Carl von Linné, die Emendation aber von Sigurd Fröhner. Diese Ergänzung des Autorzitats wird zumindest in der Botanik heute nur mehr selten angeführt.
In der Bakteriologie ist die Emendation üblich und wird durch die Regel 35 des International Code of Nomenclature of Bacteria (ICNB, Internationaler Code der Nomenklatur der Bakterien, Bakteriologischer Code) beschrieben: Falls die Beschreibung eines Taxons später durch einen oder mehrere Autoren verbessert oder berichtigt wurde, werden diese Namen hinter der Abkürzung „emend.“ mit der Jahreszahl der Beschreibung geführt. Ein Beispiel dazu ist Micrococcus Cohn 1872 emend. Wieser et al. 2002.

## Nachweise
1. ↑  Gerhard Wagenitz: Wörterbuch der Botanik. Morphologie, Anatomie, Taxonomie, Evolution. Mit englisch-deutschem und französisch-deutschem Register. 2. erweiterte Auflage. Nikol, Hamburg 2008, ISBN 978-3-937872-94-0, S. 95 (Lizenzausgabe von 2003).
2. ↑  S. P. Lapage, P. H. A. Sneath, E. F. Lessel, V. B. D. Skerman, H. P. R. Seeliger, W. A. Clark (Hrsg.): International Code of Nomenclature of Bacteria – Bacteriological Code, 1990 Revision. ASM Press, Washington (DC), USA 1992, ISBN 1-55581-039-X (NCBI Bookshelf).